# Direct Media Interface
Em computação, Direct Media Interface (DMI), ou em português Interface de Mídia Direta, é uma ligação proprietária da Intel entre a ponte norte e a ponte sul de uma placa mãe de um computador. Ela foi usada primeiramente entre os chipsets 9xx e ICH6, lançados em 2004. Chipsets anteriores da Intel usavam a Interface Hub para realizar a mesma função, e chipsets servidores utilizam uma interface similar chamada Enterprise Southbridge Interface (ESI), ou Interface Corporativa Ponte Sul. Apesar do nome "DMI" remontar ao ICH6, a Intel obriga combinações específicas de dispositivos compatíveis, desta forma a presença de uma interface DMI não garante por si só que uma combinação particular ponte norte - ponte sul seja permitida.